# Station Dolaszewo Wałeckie
Station Dolaszewo Wałeckie is een spoorwegstation in de Poolse plaats Dolaszewo.